# 劉中 (明朝)
劉中，河南河南府孟津縣人，明朝政治人物、進士出身。

## 生平
洪武四年，會試六十八名，登進士三甲，授東昌府恩縣縣丞。